# Regionalwahl in Apulien 1980
Die Regionalwahl in Apulien 1980 fand am 8. und 9. Juni statt.

## Wahlergebnis
| Listen            | Listen                                        | Stimmen   | %    | Mandate |
| ----------------- | --------------------------------------------- | --------- | ---- | ------- |
|                   | Democrazia Cristiana                          | 924.502   | 42,1 | 22      |
|                   | Partito Comunista Italiano                    | 540.058   | 24,6 | 13      |
|                   | Partito Socialista Italiano                   | 291.609   | 13,3 | 6       |
|                   | Movimento Sociale Italiano – Destra Nazionale | 204.240   | 9,3  | 4       |
|                   | Partito Socialista Democratico Italiano       | 114.570   | 5,2  | 2       |
|                   | Partito Repubblicano Italiano                 | 54.545    | 2,5  | 1       |
|                   | Partito Liberale Italiano                     | 35.590    | 1,6  | 1       |
|                   | Partito di Unità Proletaria per il Comunismo  | 28.698    | 1,3  | 1       |
|                   | Lista Radicale Pugliese                       | 1.868     | 0,1  | –       |
|                   | Lega Comunista Rivoluzionaria                 | 529       | 0,0  | –       |
| Gesamt            | Gesamt                                        | 2.196.209 | 100  | 50      |
|                   |                                               |           |      |         |
| Ungültige Stimmen | Ungültige Stimmen                             | 150.516   | 6,4  |         |
| Wähler            | Wähler                                        | 2.346.725 | 86,3 |         |
| Wahlberechtigte   | Wahlberechtigte                               | 2.717.794 |      |         |